# Поле памяти
«Поле памяти» — советская песня о Великой Отечественной войне. Автор музыки — композитор Леонид Захлевный, автор слов — Владимир Некляев.
Впервые песня прозвучала в 1980 году в исполнении Ярослава Евдокимова. Артист принял участие в правительственном концерте.
В эфире песня впервые прозвучала 9 мая 1980 года по Центральному телевидению и первой программе Всесоюзного радио в исполнении Ярослава Евдокимова под аккомпанемент симфонического оркестра Гостелерадио Белоруссии (дирижёр — заслуженный артист Б. И. Райский).

## История песни
Песня «Поле памяти» была написана в 1973 году композитором Леонидом Захлевным на слова Владимира Некляев. Она вошла в цикл песен Захлевного под общим названием «Память» («Поле памяти», «Носите ордена», «Милосердие», «Песня Победы»), прозвучавший сразу после военного парада 9 мая 1980 года по центральному телевидению и по первой программе всесоюзного радио в исполнении Ярослава Евдокимова.
Ярослав Евдокимов в 1980 году принял участие в правительственном концерте, на котором присутствовал первый секретарь ЦК компартии Белоруссии Пётр Машеров. Бывшего партизана Машерова покорила песня «Поле памяти», которую проникновенно спел Евдокимов. Потрясение первого человека в Белоруссии было таким сильным, что он распорядился о присвоении Евдокимову звания заслуженного артиста Белорусской ССР.
В исполнении Ярослава Евдокимова песня «Поле памяти» вошла в фильм-концерт «И пока на земле существует любовь» (1988, режиссёр Б. Бахтияров).
В 2010 году песня «Поле памяти» была использована в финале одноимённого музыкально-драматического спектакля муниципального театра «Версия».

## Отзывы
За песенный цикл «Память» Леонид Захлевный получил премию Ленинского комсомола Беларуси, а «Поле памяти» и другие песни цикла стали постоянно звучать на торжественных государственных концертах, на радио, телевидении".
В 1992 году высокую оценку песне «Поле памяти» в исполнении Ярослава Евдокимова дал Г. Загородний в сборнике «Певцы советской эстрады», назвав её одной из лучших в военном цикле Захлевного. Критик писал: «…возникает впечатление, будто перед нами не певец, а непосредственный участник событий „тех немеркнущих дней“».

## Известные исполнители
- Ярослав Евдокимов  (недоступная ссылка)
- Ярослав Евдокимов  Архивная копия от 26 декабря 2015 на Wayback Machine Мин. 13.30.
- Песни победы в исполнении курян «Поле памяти»
- Хачатур Саркисянс  Архивная копия от 16 марта 2016 на Wayback Machine
- Глеб Нестеров
- Семён Маслов  Архивная копия от 1 апреля 2016 на Wayback Machine
- Ансамбль музтеатр Муравейник  Архивная копия от 16 марта 2016 на Wayback Machine